# عروض كأس آسيا 2027
تقديم عروض كأس آسيا 2027 هي العملية التي يتم من خلالها اختيار الدولة المستضيفة للبطولة. في 1 فبراير 2023، أكد الاتحاد الآسيوي أن المملكة العربية السعودية فازت بالملف وستستضيف البطولة لأول مرة.

## عملية تقديم العروض
في 3 ديسمبر 2019، قدم الاتحاد الآسيوي لكرة القدم جائزة المضيفين لكأس آسيا 2027، مما فتح عملية تقديم العروض للبطولة الرئيسية للاتحاد التي بدأت في أوائل عام 2020 ومن المتوقع أن يتم اختيار المضيفين في وقت لاحق في عام 2022. تمت زيادة البطولة إلى 24 فريقًا، وقد أقيمت النسخة الموسعة الأولى في الإمارات العربية المتحدة في يناير 2019 وشكلت خطوة كبيرة إلى الأمام للحدث، سواء من حيث وسائل الإعلام والمشاركة والمتطلبات التنظيمية.
في عام 2023، ستستضيف الصين، مع بطولة 2027، ثم تعود نظريًا إلى غرب آسيا مع دول مثل السعودية، إيران والهند جميع مقدمي العروض المحتملين، وخاصة قطر التي ستكون بعد خمس سنوات من استضافتها لكأس العالم. شدد رئيس الاتحاد الآسيوي، الشيخ سلمان بن إبراهيم آل خليفة، على ضرورة منح المزيد من وقت الاستعداد لبطولات كأس آسيا المقبلة، مع تعيين البلد المضيف 2027 في أقرب وقت ممكن. في 2 أبريل 2020، قرر الاتحاد تمديد الموعد النهائي للاتحادات الأعضاء لتقديم إبداء الاهتمام لاستضافة كأس آسيا 2027 من 31 مارس إلى 30 يونيو. تم اتخاذ القرار في ضوء جائحة فيروس كورونا للسماح للاتحادات الأعضاء، التي تأثر الكثير منها بالأزمة العالمية، بالوقت الكافي للوفاء بعملياتها الداخلية وجداولها الزمنية.
في اجتماعها في هونغ كونغ في ديسمبر 2019، وافقت اللجنة التنفيذية للاتحاد الآسيوي لكرة القدم على تزويد المضيفين المستقبليين لكأس آسيا، بدءًا من نسخة 2027، بمزيد من وقت التحضير كجزء من التزام الاتحاد الآسيوي المستمر بتحديث بطولاته وتعزيز كرة القدم في آسيا. في 1 يوليو 2020، أكد الاتحاد الآسيوي أن خمسة اتحادات أعضاء أبدت اهتمامها باستضافة كأس آسيا 2027. بقي أربعة منهم بحلول 16 ديسمبر بعد انسحاب أوزبكستان. في يوليو 2021، أعلنت اللجنة التنفيذية للاتحاد الآسيوي لكرة القدم أنه سيتم اختيار البلد المضيف لكأس آسيا 2027 في عام 2022 بدلاً من المؤتمر الحادي والثلاثين القادم في 27 نوفمبر. كانت الأسباب المذكورة للتأجيل هي التحديات السائدة الناجمة عن جائحة فيروس كورونا. في 17 أكتوبر 2022، أعلنت اللجنة التنفيذية للاتحاد الآسيوي لكرة القدم أنه سيتم اختيار البلد المضيف لكأس آسيا 2027 من قبل مؤتمر الاتحاد الآسيوي لكرة القدم في اجتماعه المقبل في فبراير 2023. في 1 فبراير 2023، أكد الاتحاد الآسيوي أن المملكة العربية السعودية فازت بالملف وستستضيف البطولة لأول مرة.

## العروض المؤكدة

### المملكة العربية السعودية
أعلنت المملكة العربية السعودية عزمها على استضافة البطولة في 6 فبراير 2020. إذا نجح ذلك، ستكون هذه هي المرة الأولى التي تستضيف فيها المملكة العربية السعودية كأس آسيا.
تم الكشف عن شعار «إلى الأمام لآسيا» باعتباره الشعار الرسمي لكأس آسيا 2027 في وقت لاحق في سبتمبر، إذا فازت المملكة العربية السعودية بالملف.
فيما يلي المدن والأماكن المضيفة المختارة لعرض المملكة العربية السعودية:
- الدمام – ملعب الدمام، السعة: 40.000 (ملعب جديد).
- جدة – مدينة الملك عبد الله الرياضية، السعة: 65.000.
- جدة – استاد الأمير عبد الله الفيصل، السعة: 27.000 (بعد التوسعة).
- الرياض – ملعب الملك فهد الدولي، السعة: 80.000 (بعد التوسعة).
- الرياض – استاد جامعة الملك سعود، السعة: 25.000.
- الرياض – ملعب الأمير فيصل بن فهد، السعة: 44.500 (بعد التوسعة).
- الرياض – استاد الرياض، السعة: 40.000 (ملعب جديد).
- الرياض – استاد القدية، السعة: 40.000 (ملعب جديد).

## العروض المرفوضة

### الهند
في 5 يونيو 2019، أعرب رئيس اتحاد الهند لكرة القدم، برافول باتيل، عن اهتمام الهند بالانضمام إلى عرض كأس آسيا 2027. أكد مسؤول كبير بالاتحاد الوطني، في 5 أبريل 2020، أن الهند قدمت وثائقها الخاصة باستضافة كأس آسيا 2027. في 16 ديسمبر، أعلن الاتحاد الآسيوي لكرة القدم رسميًا عن ترشحه لاستضافة البطولة. تم الكشف عن شعار العرض وهو «مستقبل أكثر إشراقًا معًا» باعتباره الشعار الرسمي لكأس آسيا 2027. إذا تم اختيارها، فستكون هذه هي المرة الأولى التي تستضيف فيها الهند البطولة. ومع ذلك، مع تعليق الاتحاد الدولي لكرة القدم نشاط كرة القدم في الهند في 16 أغسطس 2022 بسبب التدخل السياسي، فإن عرضها لعام 2027 كان في البداية في طي النسيان. أعيدت الهند كمضيف محتمل للبطولة بعد رفع الحظر من قبل الفيفا في 26 أغسطس.

### إيران
في 29 أبريل 2020، أعلنت إيران عن رغبتها في استضافة المسابقة، حيث استضافتها إيران مرتين في عامي 1968 و1976. إذا تم اختيارها، فستكون هذه هي المرة الثالثة التي تستضيف فيها إيران. على عكس مقدمي العروض الثلاثة الآخرين، لم تكشف إيران عن شعار للمنافسة. سحبت إيران رسمياً عرضها في 13 أكتوبر 2022.

### قطر
في 28 أبريل 2020، أعلنت قطر عن رغبتها في استضافة كأس آسيا. في أكتوبر وديسمبر، قدم الاتحاد القطري متطلبات الاستضافة إلى الاتحاد الآسيوي لكرة القدم. استضافت البلاد كأس آسيا مرتين في عامي 1988 و2011. ومع ذلك، فقد تقدموا أيضًا بطلب لاستضافة كأس آسيا 2023 وكانوا غير مؤهلين لاستضافة بطولات متتالية لكأس آسيا. سحبت قطر رسميًا عرضها لعام 2027 بعد نجاحها لعام 2023. تم الكشف عن شعار «احتفال آسيا» باعتباره الشعار الرسمي لكأس آسيا 2027 في نهائي كأس أمير قطر 2020 الذي أقيم على ملعب أحمد بن علي.

### أوزبكستان
في 16 سبتمبر 2019، استقبل رئيس أوزبكستان شوكت ميرضيايف في طشقند رئيس الاتحاد الآسيوي لكرة القدم سلمان بن إبراهيم آل خليفة. وناقش الاجتماع التفاعل بين أوزبكستان والاتحاد الآسيوي لكرة القدم في الترويج لكرة القدم ودعم الشباب وكرة القدم النسائية، كما أثار مسألة إقامة مسابقات دولية في أوزبكستان. بالإضافة إلى ذلك، فيما يتعلق بوصول الشيخ سلمان إلى طشقند، أفادت وسائل الإعلام في أوزبكستان أن أوزبكستان كانت في البداية أحد المتنافسين الرئيسيين على استضافة كأس آسيا 2027. في 16 ديسمبر 2020، أبلغ الاتحاد الأوزبكستاني لكرة القدم الاتحاد الآسيوي لكرة القدم. أنها تخلت عن محاولتها لاستضافة كأس آسيا.

## عروض مهتمة سابقة

### العراق والأردن
أعربت الدولتان عن اهتمامهما بالمنافسة معًا في ديسمبر 2019، وكانت هناك خطط لتحقيق ذلك. ومع ذلك، لم تكن الاتحادات الأعضاء في البلدان من بين تلك التي أعربت عن اهتمامها بحلول الموعد النهائي 30 يونيو 2020.